# Mitimaes
I Mitimaes erano gruppi di famiglie separate a forza dalle loro comunità di origine dall'Impero Inca e spostate da villaggi leali verso regioni conquistate e viceversa, allo scopo di adempiere a certe funzioni economiche, sociali, culturali, politiche e militari.
Il termine proviene dal quechua mitmac, che significa "sparpagliare". Questi gruppi sono anche noti come mitmakuna o mitmaqkuna.
Nessun'altra politica ebbe tante ripercussioni sia sulla demografia che sulla composizione etnica andina quanto quella dei mitimaes. Si stima che un quarto della popolazione dell'impero sia stato così spostato.
La funzione politica e strategica più frequente di questi spostamenti era la necessità dell'Impero Inca di dividere le popolazioni che si supponeva costituissero una minaccia per le élite che dirigevano l'impero. Questi grandi spostamenti di popolazioni avevano l'effetto di diminuire il peso di un'etnia e di affievolire così le possibilità di resistenza.
La politica del mitmaqkuna fu soprattutto condotta sull'altipiano boliviano meridionale. Colà le funzioni di questo tipo di colonizzazione furono allo stesso tempo produttive e difensive da un punto di vista militare.
Un gran numero di Mitimaes furono obbligati a difendere la frontiera contro gli ostili Chiriguano. Tutto l'arco sud-est dell'altipiano fu cosparso di guarnigioni e questo dispositivo fu prolungato a sud nell'attuale Nord-ovest argentino fino al Pucará de Aconquija, nell'attuale provincia di Tucumán.

## Le sorti dei Kollas
Nel XV secolo la popolazione Kolla dell'attuale Bolivia, che risiedeva sulle rive del lago Titicaca, fu invasa dagli inca di Viracocha, che annesse il suo territorio all'Impero inca. Gli inca stabilirono sulle terre conquistate dei gruppi di Mitimaes, una parte dei quali parlava il runasimi o quechua. Il risultato fu che all'arrivo dei conquistadores spagnoli poco dopo, il territorio kolla aveva una popolazione eterogenea che parlava tre lingue diverse: l'aymara, il puquina e il quechua.

## Sull'attuale territorio argentino
Nel Nord-ovest argentino gli inca utilizzarono le tribù dei Chicha, che prima abitavano l'attuale territorio boliviano; una situazione comparabile prevaleva nel nord del Cile.
Le popolazioni del sud delle valli calchaquie, di Santa María (Catamarca), di Andalgalá e del centro della provincia di Catamarca resistettero ferocemente all'occupazione inca e si rifiutarono d'eseguire lavori per loro, per cui gli Incas condussero in questi territori dei contingenti di Mitmaqkuna per utilizzarli come mano d'opera al posto dei recalcitranti Calchaquí.
Blas Ponce, uno dei fondatori della città di Londres (provincia di Catamarca), scrisse che nella provincia di Quire-Quire, l'Inca aveva più di mille mitimaes e questi, vinti dagli spagnoli, decisero di abbandonare la valle.
Nella Quebrada de Humahuaca, provincia di Jujuy in Argentina, vi erano dei Mitimaes d'origine chicha della Bolivia, costituiti di parte dei Churumata e dei Paypaya, tra gli altri, la cui funzione principale era di servire come barriera contro i Chiriguano, oltre a diffondere la lingua quechua.

## Sull'attuale territorio ecuadoregno
Sul territorio dell'attuale Ecuador gli Incas applicavano ugualmente questa politica di spostamento delle popolazioni, in particolare ai Cañares, cambiando fortemente la composizione etnica del paese, più che in qualsiasi altro luogo dell'Impero Inca.